# Spiaggia di Mugoni

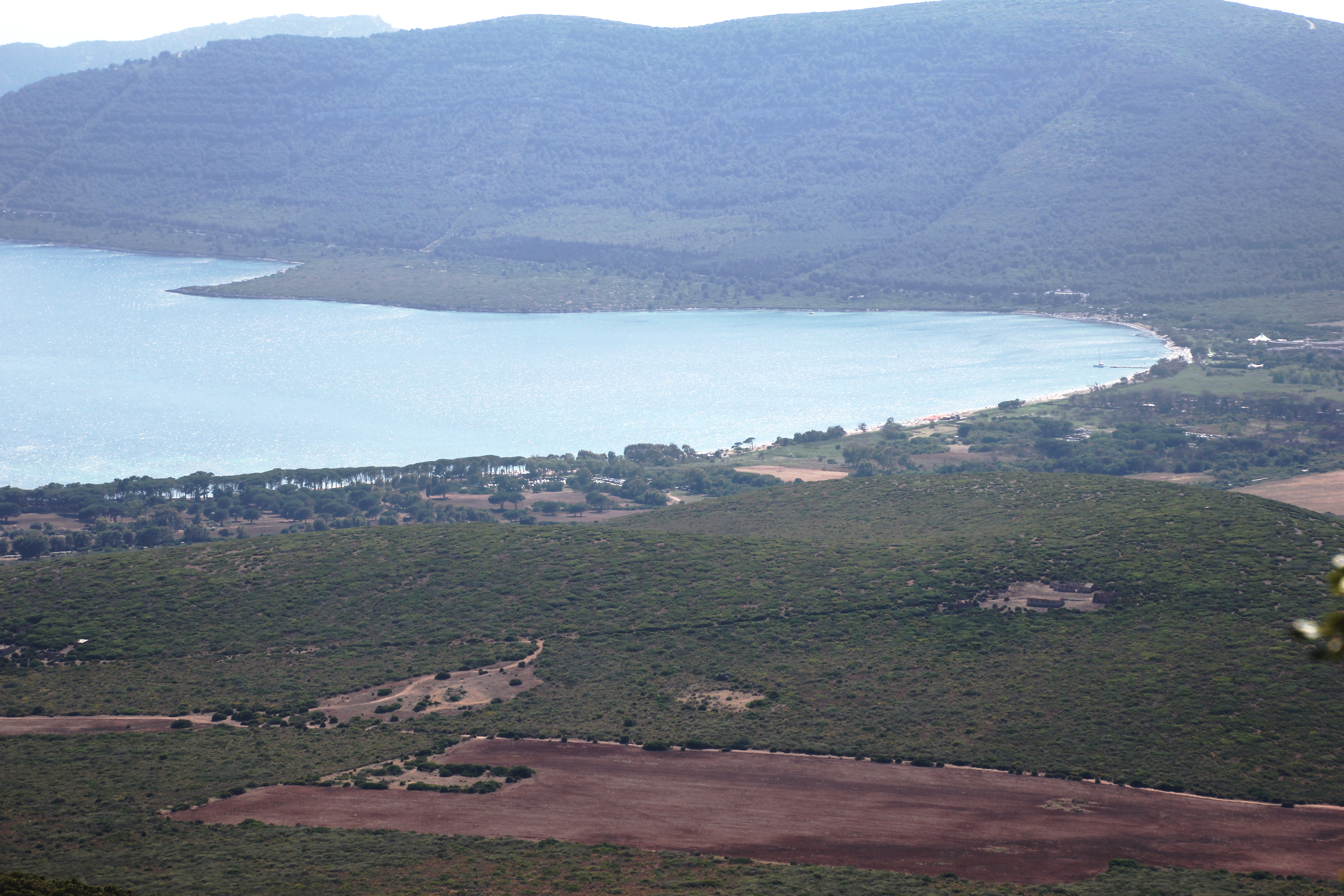
Spiaggia e pineta di Mugoni

La spiaggia di Mugoni (in algherese Platja de Mugoni, in sardo Ispiàgia de Mugoni) è una spiaggia della Sardegna nord occidentale situata nell'omonima località, in territorio di Alghero. Si trova di fronte alla baia di Porto Conte e fa parte del Parco naturale regionale di Porto Conte, l'intera baia di Porto Conto è parte integrante dell'Area naturale marina protetta Capo Caccia - Isola Piana, è pertanto vietata "la caccia, la cattura, la raccolta, il danneggiamento e, in genere, qualunque attività che possa costituire pericolo o turbamento delle specie animali e vegetali, ivi compresa l’immissione di specie estranee" (fonte sito https://web.archive.org/web/20190725135303/http://www.ampcapocaccia.it/regolamento.asp) nella fattispecie è vietata la pesca subacquea, mentre è consentita la pesca sportiva ai residenti e alle persone autorizzate.

## Paesaggio naturale
Retrostante la spiaggia è presente la pineta Mugoni. Le specie vegetali più numerose della zona  sono il pino marittimo, l'eucalipto, e la macchia mediterranea varia.